# 江蘇省
江蘇省（こうそしょう、チャンスーしょう、中国語: 江苏省、拼音: Jiāngsū Shěng、英語: Jiangsu）は、中華人民共和国東部に位置する省。長江の河口域であり、北部は淮河が流れ黄海に面する。名称は江寧府（現在の南京市）の江と蘇州府の蘇による。省都は南京市。略称は蘇。

## 地理
北部を山東省、西部を安徽省、南部を浙江省・上海市と接する。東は海に面する。省南部は長江下流デルタ地帯を形成し、中国で三番目に大きな淡水湖である太湖を有する。
京杭大運河が省域を南北に縦貫し、水路が網の目のように発達している。
言語は長江を境に、北側は官話（普通話）圏、南側は呉語圏となっている。但し、長江以南の南京市は官話圏である。

## 歴史

### 略史
春秋戦国時代には呉・楚などに属し、秦は東海郡・会稽郡などを設置した。三国時代に建業（現：南京）が呉の都となり、六朝時代にかけて経済開発が進んだ。唐代には揚州・徐州の域に属した。明初には南京に都が置かれ、省域は応天府として南京に直属した。北京遷都後も同様であった。清初には安徽省とともに江南省が設置されたが、1667年江蘇省と安徽省が分置された。江蘇の名は江寧府と蘇州府から来ている。民国時代にも南京が首都となったことがある。解放直後には南京直轄市と蘇北・蘇南行政公署区に分割されたが、1953年江蘇省が再置された。

### 春秋戦国時代
呉・楚などに属し、秦は東海郡・会稽郡などを設置した。
春秋戦国時代には、江蘇は当時の中国文明の中心河南西北部から距離があったことにより多くの地方文化を内包していた。淮河両岸は古代民族淮夷の活動地域であり、長江以北の地域に存する安徽省中部と渾然とした諸氏の村落に属していた。また南京と、鎮江及び安徽南部とは、古代の呉人の活動地域であり湖熟文化が成立していた。江蘇・浙江にまたがる太湖の流域は越の活動地域であり、浙江の良渚文化と文化的共通点を有す馬橋文化が発生していた。
周代、江蘇南部に呉が建国され、東周の諸侯国に列せられた。呉国は徐々に長江下流の有力な勢力となり、長江を越え諸文化を有する村落を併合、諸氏は次第に呉人に融合していった。呉の勢力拡大に伴い、西部では楚と、東部では越と衝突をした。そのため呉は晋との友好関係を構築し楚越同盟に対抗した。春秋末期、呉は国王闔閭の時代に最盛期を迎え、都城を姑蘇（現蘇州）に遷し、前484年には山東省に位置した北方の強国であった斉を打ち破るなどの勢力拡大を実現したが、前473年に越により滅亡し、その勢力下におかれるとそれ以降100年間程度の期間呉人は越人に次第に融合し、呉越両文化の融合が見られた。前333年、越は西方より楚による攻撃を受け、旧呉領域などの北部地域を喪失、江蘇は楚の版図に含まれることとなった。最終的に秦が前221年に中国統一事業を統一すると江蘇も秦の版図に含まれた。

### 魏晋南北朝時代
漢代、江蘇は依然として華北平原文明と距離を置く地域であった。行政区画としては江蘇北部の徐州及び南部の揚州（現在の揚州市とは別）の2州が設置された。三国時代には建業（現：南京市）に呉の都城とされ、六朝時代にかけて経済開発が進んだ。317年、西晋は北方遊牧民の侵略を受け、王朝の貴族は江南（長江下流域）に避難、建業を建康と改称して東晋とその後4王朝を建国している（南朝：420年-589年）。江蘇北部は南北勢力の最前線となり戦況により南朝と北朝が交互に支配を行っている。

### 隋唐時代
589年、隋代による中国統一が達成されると、煬帝は中国南北を連絡する大運河を建設した。しかしこの大規模土木事業により民衆の反発の招いた煬帝はその後江都（現揚州）で反乱軍に殺害された。行政区画としては開皇年間（581年-600年）に呉州・揚州・徐州が設置され、大業年間（605年-618年）に呉・毗陵・丹陽・江都・下邳・彭城・東海の諸郡に改編されている。
唐代には揚州・徐州が設置され、またその後は江南、淮南、河南三道に分属した。大運河と長江とが境界を接する交通の要衝であったこと、並び沿岸の港湾都市が当時活発化していた国際交流の窓口となっていたことから揚州は商業都市として発展し、「揚一益二（商業は揚州が第一で益州が第二）」と称された。

### 宋元時代
宋代、江蘇地区では富裕商人階層と新興の商工業経済が発展し、蘇州と揚州等の主要都市は商業の中心となり富裕と贅沢の代名詞となった。宋代は江南東路・両浙（浙東・浙西）西路・淮南東路を設置している。1127年、金朝が華北を征服すると宋朝は江南地区に避難、南宋が成立した。この時期江蘇北部の淮河は金と南宋の境界線となった。これ以後、江蘇の南北に顕著な経済格差が現れ、文化の差異も強められた。13世紀、モンゴル人が中国全土を掌握すると元朝により江東建康道・江南浙西道・淮東江北道が設置されている。

### 明代
1368年、朱元璋が明朝を建国、中原を占拠していたモンゴル人を駆逐すると都城を南京に設置、江蘇地域は応天府として南京に直属した。江蘇と安徽各府と直隷州直属の中央の全域は、直隷（北京遷都後は南直隷に改称）と称された。江蘇地域には7府が設置されその内5府（応天府（南京）・蘇州府・松江府・常州府・鎮江府）は江南に位置し、その北部に揚州府と淮安府の2府が設置されている。
1421年、永楽帝が北京遷都を実施すると、南北両京（北京・南京）および両直隷はその後200年にわたり並存することとなった。蘇州地区では紡績業が発達したことから明代の経済的中心地となり、工業化と都市化の先進地域として大小市鎮（都市）が広く分布し、地価は高く、各種の税賦が設置されていた。また揚州と淮安地区も北京に糧食を運送する京杭大運河の漕運と専売化されていた塩取引の中心地であり、中国長江以北の商業中心地の一つとして発展していた。経済的繁栄を実現すると同時に国内随一の文化地域となり、中国文化に大きな影響を与えている。例えば、状元（科挙の最高試験殿試に最高成績で合格した者）となった人数は長期にわたり大きな比重を占めていた（清代の数字では全省の40%、蘇州府の20%）。

### 清代
1645年、清軍は揚州と南京を占領して南明（明朝滅亡後残余勢力が南方に建てた政権）の弘光帝を捕虜にし、南直隷を江南省に改めた。清軍はかつて揚州・江陽・嘉定などで激しい抵抗に遭遇、それに対し「揚州十日」「嘉定三屠」などの虐殺事件が発生している。1667年、江南省の行政管轄範囲が広大であることを理由に江蘇省と安徽省に分割された。江蘇の名は当時全省で最大だった江寧府と蘇州府に由来する。
清代には、江蘇巡撫が蘇州、安徽巡撫が安慶に駐在し、南京には江蘇・安徽・江西の三省を司る両江総督が置かれた。江蘇・安徽両省の郷試は、始終、共に同じ江南貢院（南京在地）が用いられた。1780年以前、安徽の民政を管理する安徽布政使も南京に駐在し、1780年の安徽布政使の安慶への移動以後、南京には別に江寧布政使一職が設けられ、江寧（南京）・揚州・淮安・徐州の四府と、通州・海州の二直属州を管理した。江蘇学政は江陽に在した。それ以外は淮安の府都には漕運総督、府都西北15kmの所の清江浦（現淮安市中心区）には南河総督（江南河道総督）が駐在した。両者の塩運使は揚州に駐在した。
沿海地区に位置した江蘇省はその経済発展から太倉・通州（南通）・海州の三つの直属州が増設、徐州は直隷州から府に昇格した。人口が多量に増加したため、江蘇南部の多くの県都は2つに分割され、2県が1県都を共有する状態が増えた（1912年1月以後は改称）。蘇州の駐署には同時に、呉県・長洲県・元和県の3県の駐署が設置されている（清朝での同城県の最高数）。
1840年代、江蘇は欧米列強の強い影響を受けることとなる。アヘン戦争の結果江寧条約により江蘇東南部の農村であった上海が貿易港として開港され、上海共同租界と上海フランス租界が設置され急速に貿易・金融が発達、国際貿易都市として発達した。上海市は1927年に江蘇省から分離されている。鎮江と蘇州にも小規模な租界が設置された。晩清期、江蘇南部では太平天国による蜂起（1851年-1864年、遥か遠く広西に発し、1853年南京を都に定め、天京に改名した）の中心地となり、その混乱は10年以上継続した。

### 中華民国
1912年に中華民国が成立すると南京臨時政府は首都を南京府に定めた。同年清代の府・州・庁制を廃して、全省を60県に区分した。しかし翌1913年に北京政府が成立すると首都は北京に移転、南京も江蘇省の管轄に戻されている。1916年の袁世凱の死後、全国は軍閥による割拠状態が発生、江蘇省も何度か統治者が変わった。北伐直前は孫伝芳が治めた。この時期、江蘇の民族工商業（自国民間資本経営の商工業）が急速に勃興し、無錫・南通・常州の紡績業はやや大きく発展した。
1927年4月、蔣介石は南京に中央政府を組織、さらに10年内に中国大半を統一し、近代化推進を目的に公共道路網を整備している。1928年、国民政府は正式に首都を南京に定めると同時に大規模都市建設を進め、江蘇省会は鎮江県に遷った（1929年）。
1937年に勃発した日中戦争は蔣介石の統治体制に大きな影響を与えることにある。日本軍による爆撃により鉄道沿線の鎮江・無錫・蘇州等の都市を破壊、1937年12月13日、日本軍が南京を占領すると、その後三カ月にわたる南京事件を行ったと言われる（しかし、実際の遭難者数についての論争がいまだに残っている）。鎮江を喪失した江蘇省政府は北部の淮安県に、1939年には黄河下流の地域に疎開している。同年汪兆銘政権が成立すると南京を首都に定め江蘇省政府は蘇州に移転している。また1944年には江蘇北部徐州を中心とした淮海省が新設された。

### 中華人民共和国
中華人民共和国成立後、首都は北京に設置された。建国当初、江蘇省は蘇北行署（建国直後設置の行政機構）と蘇南行署に分割されていたが、1952年に統合され南京を省会とする江蘇省が設置された。
1980年代の江蘇南部経済の特徴として郷鎮企業が勃興し経済の急速な発展が見られたが、鄧小平の唱える経済改革で注目された地域は南部海岸の広東省であり、その経済水準は急速に江蘇省を超えていった。1990年代初めになると上海を中心とした長江デルタ地帯の経済的優位が重視され、上海と緊密な関係がある江蘇南部の蘇州と無錫の経済発展が実現、省内GNPは省会南京を超える数値を記録している。またこの時期は外国資本が大量に蘇州南部に流入し、民営企業と蘇州と無錫の管轄県の経済を支えたが、江蘇地区の南北地区の経済格差の拡大が発生している。その経済発展の結果、蘇州5県市（張家港市・常熟市・太倉市・崑山市・呉江区）、無錫の江陰市、常州の武進区は、全国の県で上位10にランクインされている。これにより蘇州市区の経済総合力は江蘇省内随一となっている。また現在の蘇州市区の経済規模に関しても工業成長額および一般予算地方財政収入はすでに南京に迫る規模となっている（江蘇統計年鑑2006参照）。

## 行政区画
13の地級市（地区クラスの市）を設置し、下級行政単位である55市轄区、21県級市、19県を管轄する。詳細は下部データボックスを参照。
| No.              | 名称     | 中国語表記 | 拼音            | 面積 (Km2) | 人口 (2020年) | 政府所在地 |
| ---------------- | -------- | ---------- | --------------- | ---------- | ------------- | ---------- |
| #                | 江蘇省   | 江苏省     | Jiāngsū Shěng   | 102600.00  | 84,748,016    | 南京市     |
| 江蘇省の行政区画 |          |            |                 |            |               |            |
|                  |          |            |                 |            |               |            |
| — 副省級市 —     |          |            |                 |            |               |            |
| 1                | 南京市   | 南京市     | Nánjīng Shì     | 6587.02    | 9,314,685     | 玄武区     |
| — 地級市 —       |          |            |                 |            |               |            |
| 2                | 常州市   | 常州市     | Chángzhōu Shì   | 4372.15    | 5,278,121     | 新北区     |
| 3                | 淮安市   | 淮安市     | Huái'ān Shì     | 10029.54   | 4,556,230     | 淮安区     |
| 4                | 連雲港市 | 连云港市   | Liányúngǎng Shì | 7615.29    | 4,599,360     | 海州区     |
| 5                | 南通市   | 南通市     | Nántōng Shì     | 10549.25   | 7,726,635     | 崇川区     |
| 6                | 宿遷市   | 宿迁市     | Sùqiān Shì      | 8524.29    | 4,986,192     | 宿豫区     |
| 7                | 蘇州市   | 苏州市     | Sūzhōu Shì      | 8657.32    | 12,748,262    | 姑蘇区     |
| 8                | 泰州市   | 泰州市     | Tàizhōu Shì     | 5787.26    | 4,512,762     | 海陵区     |
| 9                | 無錫市   | 无锡市     | Wúxī Shì        | 4627.46    | 7,462,135     | 浜湖区     |
| 10               | 徐州市   | 徐州市     | Xúzhōu Shì      | 11764.88   | 9,083,790     | 雲竜区     |
| 11               | 塩城市   | 盐城市     | Yánchéng Shì    | 16931.29   | 6,709,629     | 亭湖区     |
| 12               | 揚州市   | 扬州市     | Yángzhōu Shì    | 6591.21    | 4,559,797     | 邗江区     |
| 13               | 鎮江市   | 镇江市     | Zhènjiāng Shì   | 3840.32    | 3,210,418     | 京口区     |

## 経済
長江下流デルタは元明時代から経済的先進地域で、経済規模では広東省に次ぐ全国第2の省内総生産を誇る。2010年度の一人当たりGDP(PPP)は約13,178ドル（52,000元）。2009年度対外輸出額は591億ドル、外国資本導入額は158億ドルであった。省内では上海に近い蘇州の工業が発達しており、経済規模自体が省都南京を上回る。
中国では2000年代初頭から、政府による後押しを受けて造船会社が急増。10年間で、新規の建造能力が3倍に拡大、造船所の数は2012年は1,647に達した。江蘇省には、うち60%以上が集中している。

## 交通
日本下関市の上海下関フェリーが、下関港国際ターミナル〜江蘇省・蘇州間のフェリーを運航している。

## 教育

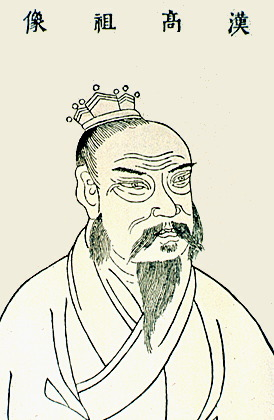
劉邦、江蘇省出身の人物

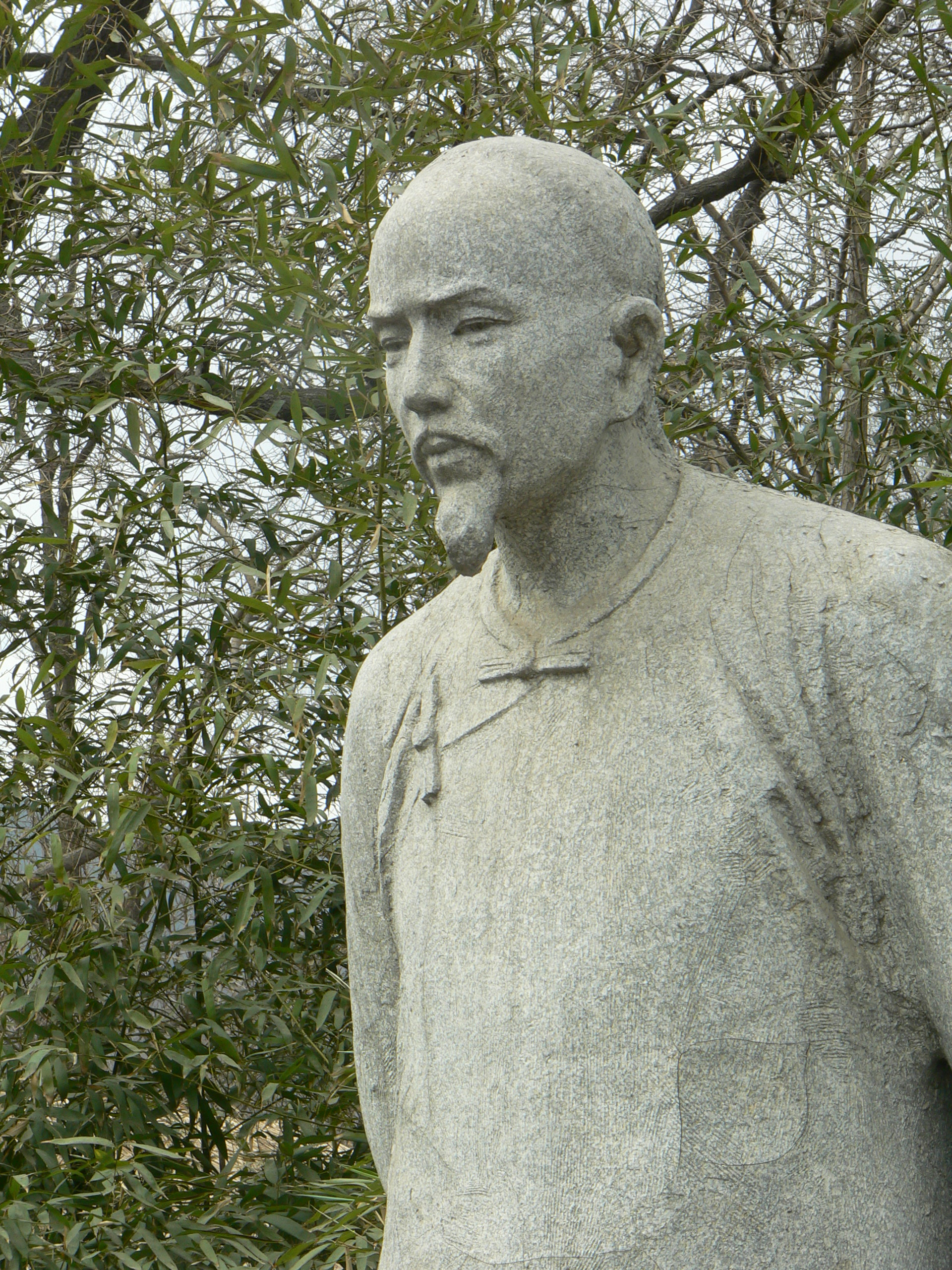
曹雪芹

- 南京大学
- 東南大学
- 蘇州大学
- 南京航空航天大学
- 南京師範大学
- 南京理工大学
- 河海大学
- 南京医科大学
- 南京農業大学
- 解放軍国際関係学院
- 中国鉱業大学
- 南通大学
- 江南大学
- 江蘇大学
- 江蘇科技大学
- 鎮江船舶学院
- 鎮江師範専科学校
- 鎮江医学院
- 蘇州大学
- 蘇州科技学院
- 常熟高等専科学校
- 沙洲工学院
- 蘇州教育学院
- 蘇州市放送テレビ大学
- 蘇州職業大学
- 常州大学
- 江蘇師範大学

## 対外関係

### 姉妹県･提携県省
- ビクトリア州（オーストラリア連邦）- 1979年11月18日
- 愛知県（日本国 中部地方）- 1980年7月28日
- 江原道（北朝鮮）- 1984年11月8日
- オンタリオ州（カナダ連邦）- 1985年11月21日
- ニューヨーク州（アメリカ合衆国）- 1989年4月21日
- エセックス州（イングランド国）- 1992年7月16日
- ノルトライン＝ヴェストファーレン州（ドイツ連邦共和国）- 1992年8月1日
- トスカーナ州（イタリア共和国）- 1992年9月18日
- 福岡県（日本国 九州地方）- 1992年11月4日
- パンジャブ州（パキスタン共和国）- 1993年12月28日
- バーデン＝ヴュルテンベルク州（ドイツ連邦共和国）- 1994年4月23日
- 北ブラバント州（オランダ王国）- 1994年9月9日
- 全羅北道（大韓民国）- 1994年10月27日
- ミナスジェライス州（ブラジル連邦共和国）- 1996年3月27日
- ヴェネト州（イタリア共和国）- 1998年6月22日
- ゴットランド県（スウェーデン王国）- 1999年3月22日
- モスクワ州（ロシア連邦）- 1999年8月20日
- ナミュール州（ベルギー王国）- 2000年5月7日
- フリーステイト州（南アフリカ共和国）- 2000年6月7日
- マウォポルスカ県（ポーランド共和国）- 2000年11月16日
- 南スオミ州（フィンランド共和国）- 2001年5月11日
- アトランティコ県（コロンビア共和国）- 2001年6月4日
- マラッカ州（マレーシア国）- 2002年9月18日
- コルドバ州（アルゼンチン共和国）- 2006年8月18日
- カリフォルニア州（アメリカ合衆国）- 2011年7月18日

### 日本との姉妹都市･提携都市
友好都市
（都道府県 市区町村） - （省内県・省内都市）
- 福島県 浪江町 - 泰州市興化市
- 群馬県 館林市 - 蘇州市崑山市
- 茨城県 鹿嶋市 - 塩城市
- 埼玉県 所沢市 - 常州市
- 東京都 東村山市 - 蘇州市
- 神奈川県 相模原市 - 無錫市
- 神奈川県 厚木市 - 揚州市
- 新潟県 柏崎市 - 淮安市
- 愛知県 名古屋市 - 南京市
- 愛知県 豊川市 - 無錫市新呉区
- 愛知県 半田市 - 徐州市
- 愛知県 田原市 - 蘇州市崑山市
- 愛知県 豊橋市 - 南通市
- 石川県 金沢市 - 蘇州市
- 福井県 永平寺町 - 蘇州市張家港市
- 三重県 松阪市 - 無錫市浜湖区
- 三重県 名張市 - 蘇州市
- 三重県 津市 - 鎮江市
- 奈良県 奈良市 - 揚州市
- 京都府 亀岡市 - 蘇州市
- 京都府 綾部市 - 蘇州市常熟市
- 大阪府 高槻市 - 常州市
- 大阪府 池田市 - 蘇州市
- 大阪府 和泉市 - 南通市
- 大阪府 堺市 - 連雲港市
- 兵庫県 明石市 - 無錫市
- 岡山県 吉備中央町 - 淮安市淮安区
- 岡山県 倉敷市 - 鎮江市
- 山口県 岩国市 - 蘇州市太倉市
- 鳥取県 鳥取市 - 蘇州市太倉市
- 福岡県 広川町 - 蘇州市姑蘇区/旧滄浪区
- 佐賀県 佐賀市 - 連雲港市
- 佐賀県 唐津市 - 揚州市
- 鹿児島県 薩摩川内市 - 蘇州市常熟市

## 世界遺産
- 蘇州古典園林（1997年、文化遺産）
- 明孝陵（2003年、文化遺産）
- 大運河（2014年、文化遺産）
- 痩西湖（2008年、文化遺産）